# Хомерики, Ной Георгиевич
Ной Георгиевич Хомерики (груз. ნოე გიორგის ძე ხომერიკი, 1 января 1883, Шрома, Озургетский уезд — 1 сентября 1924, Ростов-на-Дону, Юго-Восточная область) — грузинский политик, министр сельского хозяйства Демократической Республики Грузия, член Учредительного собрания Грузии.

## Биография
Родился в бедной крестьянской семье. Начальное образование получил в двухклассной сельской школе, продолжил обучение в Кутаисской сельскохозяйственной школе, где участвовал в работе социал-демократических кругов. Член РСДРП с 1900 года.
В 1901 году вернулся в Гурию и начал работать на ферме Михаила Накашидзе, активно участвуя в движении местных крестьян, за что был арестован и в 1902 году несколько месяцев содержался в кутаисской тюрьме. Был представлен Ною Жордания. После освобождения из тюрьмы поселился в Батуми, работал на втором заводе Манташева.
Устроил нелегальную типографию, где печатал нелегальную литературу и прокламации. Стал членом комитета РСДРП Батуми. Летом 1903 года, преследуемый жандармерией, покинул Батуми и переехал в Кутаиси, где стал одним из организаторов Имеретинского комитета. Опубликовал брошюры «Навстречу сельским рабочим» и «Крестьянское движение в Гурии».
В июле 1904 года был арестован и отправлен в Кутаисскую тюрьму. 4 июля был освобождён в результате вооружённого нападения. После побега он переехал в Тифлис, где стал одним из лидеров революционного движения. С тех пор началась его конфронтация с большевиками. После раскола 1905 года примкнул к меньшевикам. В 1906 году вместе с Лео Натадзе редактировал выпуск «Лампы для социал-демократической партии». В 1906 году участвовал в конгрессе РСДРП в Стокгольме, где дискутировал по сельскохозяйственному вопросу.
С 1908 года был членом Общества распространения грамотности среди грузин. 23 июня 1908 года был арестован, 11 мая 1909 года — приговорен к 2 годам ссылки.
Вернулся из ссылки в 1911 году. Поселился в Кутаиси, где руководил восстановлением ослабленных партийных организаций. С 1912 года редактировал газету «Жизнь». По вопросам партийной работы он постоянно ездил между Тифлисом, Батуми, Баку, Кутаиси и Чиатурой. 6-7 октября 1913 годс он нелегально участвовал в конференции РСДРП в Кутаиси. В 1913 году возглавил издание газеты «Ласточка». В августе 1914 года участвовал в нелегальной конференции социал-демократов в Боржоми. 
С 1914 года нелегально жил и работал в Тифлисе, занимался редакторской работой. С 1915 года являлся членом Кавказского обкома РСДРП. В апреле того же года участвовал в нелегальном митинге рабочих организаций в Ахалсенаке. Неоднократно арестовывался, во время одного из арестов Хомерики успел смыть свои поддельные документы в туалет, но по приказу ротмистра Розмари — Розенберга была вскрыта канализация и документы были изъяты. Была также обнаружена статья «Борьба с древностями и средства этой борьбы», написанная на грузинском языке. 
26 августа 1916 года Хомерики был сослан в Западную Сибирь.
После февральской революции 1917 года вернулся в Грузию, был избран в Учредительное собрание России по списку меньшевиков РСДРП. Член Национального совета Грузии с ноября 1917 года. Член Закавказского сейма с февраля 1918 года. 26 мая 1918 года подписал Декларацию о независимости Грузии, а 11 июня того же года подписал соглашение между правительством Грузии и Народным советом Абхазии, в соответствии с которым Абхазия вошла в Грузию с правом на автономию. В правительстве Ноя Жордания занял пост министра сельского хозяйства. В 1918 году был членом парламента.

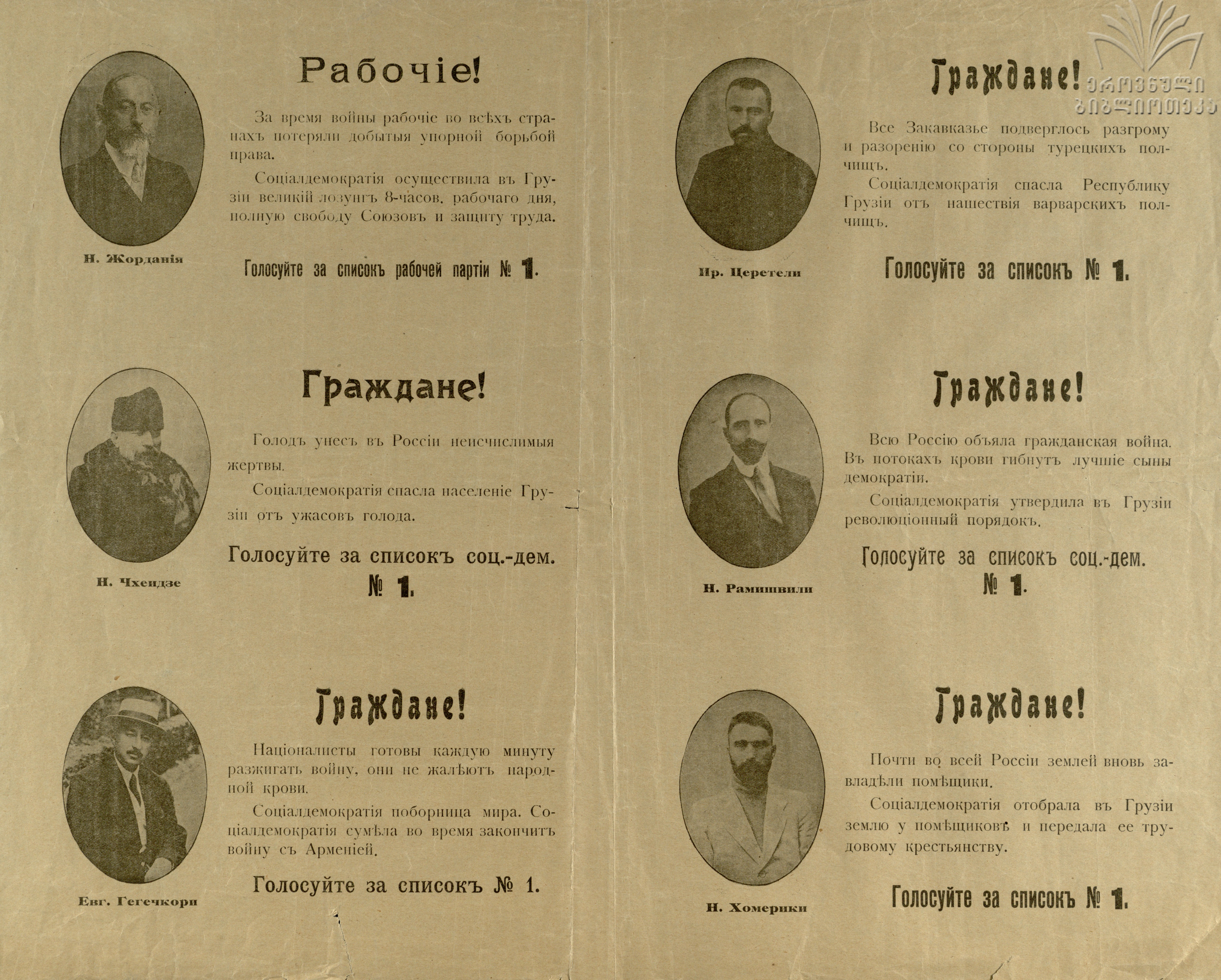

В 1919 году избран членом Учредительного собрания. Под его руководством 31 января 1919 года Учредительное собрание решило провести аграрную реформу с передачей земли крупных помещиков крестьянству. Реки, леса и пастбища остались в государственной собственности. Занимал пост министра до 1920 года, до завершения реформы.
После советизации Грузии в 1921 году эмигрировал в Стамбул. С 1922 года возглавлял антисоветскую работу в Грузии. 
В октябре 1922 года нелегально вернулся в Грузию. Арестован 9 ноября 1923 года на улице Гванцеладзе в Тифлисе. Во время задержания было изъято большое количество корреспонденции, зашифрованных документов и прокламаций, конфискованы деньги, 150 турецких лир и 15 золотых рублей. 30 июля 1924 года его, вместе с Гогитой Пагавой, Бенией Чхиквишвили и Василем Нодия был переведён в политический изолятор Суздаля. 30 августа 1924 года Феликс Дзержинский распорядился казнить 11 членов Учредительного собрания, в том числе Чхиквишвили, Пагаву, Хомерики, Нодию и Георгия Цинамдзгвришвили. Место захоронения неизвестно.